# Salem Al-Alawi
Salem Al-Alawi (ur. 21 sierpnia 1972) – saudyjski piłkarz występujący podczas kariery na pozycji pomocnika.

## Kariera klubowa
Salem Al-Alawi podczas kariery piłkarskiej występował w klubie Al-Qadisiya Al Khubar i Asz-Szabab Rijad.

## Kariera reprezentacyjna
Salem Al-Alawi występował w reprezentacji Arabii Saudyjskiej w latach dziewięćdziesiątych.
W 1992 uczestniczył w Pucharze Konfederacji oraz Pucharze Azji. Na obu tych turniejach Arabia Saudyjska zajmowała drugie miejsce. W Pucharze Konfederacji wystąpił w obu meczach z USA i Argentyną. W Pucharze Azji wystąpił w czterech meczach z Chinami, Tajlandią, ZEA i w finale z Japonią.
W 1995 po raz drugi uczestniczył w Pucharze Konfederacji. Na tym turnieju był rezerwowym i nie wystąpił w żadnym meczu. W 1997 uczestniczył w eliminacjach Mistrzostwa Świata 1998. W 1989 zdobył Mistrzostwo Świata U-17 w Szkocji.